# Rareș Takács
Rareș Takács (sinh ngày 10 tháng 12 năm 1991) là một cầu thủ bóng đá người România thi đấu ở vị trí hậu vệ cho Universitatea Cluj.

## Sự nghiệp
Sinh ra ở Turda, România, Takács bắt đầu chơi bóng ở quê nhà như cầu thủ trẻ cho Arieșul Turda. Sau đó anh chuyển đến Cluj-Napoca ở Ardealul Cluj và năm 2010 anh gia nhập Universitatea Cluj cùng với các đồng đội khác. Năm 2012, anh được cho mượn đến các đội bóng hạng dưới CS Ștefănești và CSM Metalul Reșița nhưng cuối năm, anh trở lại Universitatea Cluj.
Takács có màn ra mắt ở Liga I vào tháng 5 năm 2013, trong một trận đấu mà Universitatea Cluj thất bại trước CFR Cluj.